# Aalesunds Fotballklubb
Aalesunds Fotballklubb er en norsk fodboldklub, der spiller i OBOS-ligaen. Deres hjemmebane er Color Line Stadion, som er opført i 2005 til en pris på omkring 152 mio. danske kr.

## Danske spillere
- Anders Lindegaard
- Mikkel Kirkeskov